# Уитни, Гарри

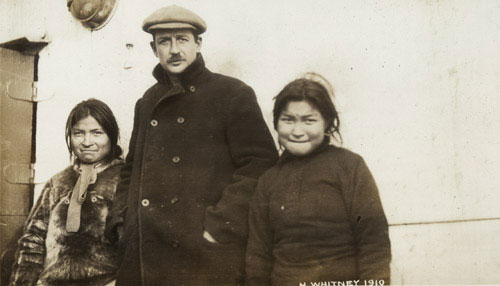
Гарри Уитни и инуитские женщины, 1910 год

Гарри Уитни (англ. Harry Whitney, 1 декабря 1873 — 20 мая 1936) — американский спортсмен, путешественник и писатель. Он отправился в северную Гренландию с Робертом Пири в 1908 году, оставшись на зиму в Иите и Анноатоке у коренных жителей Гренландии — инуитов. Весной 1909 года Уитни оказался в центре споров между Фредериком Куком и Робертом Пири по поводу того, кто первым достиг Северного полюса. Через год после своего возвращения Уитни опубликовал книгу о поездке. Гарри Уитни иногда путают с его современником — бизнесменом Гарри Пейном Уитни, который не был его родственником.

## Ранняя жизнь и образование
Гарри Уитни родился 1 декабря 1873 года в Нью-Хейвене, штат Коннектикут, в богатой семье. Его звали Генри, но на протяжении всей своей взрослой жизни он был известен как Гарри Уитни. Его прадедом был Стивен Уитни, один из первых миллионеров Нью-Йорка. Его матерью была Маргарет Лоуренс Джонсон, дочь Брэдиша Джонсона (1811—1892), владевшего сахарными плантациями и сахарными заводами в Луизиане, а также винокурней и недвижимостью в Нью-Йорке. Он посещал школу Хопкинса в Нью-Хейвене и школу Святого Павла в Гарден-Сити, Лонг-Айленд.
Некоторое время, с 1901 по 1902 годы, Уитни работал в компании Wallace & Sons, производящей проволоку в Ансонии, штат Коннектикут. В 1903 году он отправился на парусном судне в Австралию. Там он провел два года, изучая овцеводство и добычу полезных ископаемых. Уитни вернулся в Соединенные Штаты в 1905 году, где занимался скотоводством на Западе США. Впоследствии он стал известен как охотник за большой дичью.

## Арктика
В июле 1908 года, когда Уитни было 34 года, он и два его друга отправились с экспедицией Роберта Пири на север, чтобы поохотиться на овцебыков, белых медведей и другую арктическую дичь. Однако по прибытии в Ииту, они узнали, что на овцебыка можно охотиться только в конце зимы. Уитни решил перезимовать в небольшой хижине из упаковочных материалов на берегу. Его друзья вернулись в Нью-Йорк. С помощью местных гренландских инуитов Уитни смог поохотиться на моржей, нарвалов, белого медведя и другую дичь. Весной он отправился на остров Элсмир, чтобы поохотиться на овцебыка.
18 апреля 1909 года Уитни встретил Фредерика Кука и двух его товарищей-инуитов на льду в проливе Смита. Кук утверждал, что в прошлом году они были на Северном географическом полюсе и перезимовали на острове Элсмир. Кук оставил Уитни вещи и направился в южную Гренландию, чтобы сообщить о своем триумфе. Когда позже летом Роберт Пири прибыл на юг, то он не разрешил Уитни пронести вещи Кука на его корабль. Позже Кук утверждал, что доказательство его открытия были среди бумаг, которые Пири отказался взять на борт.
Когда в сентябре Уитни добрался до Сент-Джонса, он оказался в центре конкурирующих претензий Фредерика Кука и Роберта Пири. Он отказался принять чью-либо сторону в споре. В следующем году Уитни опубликовал свою книгу «Охота с эскимосами», иллюстрированную его собственными фотографиями и репродукциями рисунков, выполненных инуитами.

## Поздняя жизнь
В 1910 году Уитни вернулся в Гренландию со своим другом Полом Рейни. По возвращении они подарили Бронксскому зоопарку двух белых медведей. В 1916 году Уитни женился на миссис Юнис Чезебро Кенисон. Во времена Первой мировой войны, Уитни служил капитаном в артиллерийских войсках армии Соединенных Штатов. После войны он поступил в Корнеллский университет, где изучал сельское хозяйство. Он продолжал охотиться на Аляске, в Скалистых горах и в Арктике, предоставляя шкуры и образцы животных Филадельфийской академии естественных наук, а также Филадельфийскому и Бронксскому зоопаркам. Гарри Уитни умер в больнице в Монреале 20 мая 1936 года.